# Adenocaulon bicolor
Adenocaulon bicolor (аденокаулон двоколірний) — вид квіткових рослин з родини айстрових, типовий вид роду Adenocaulon.

## Опис
| |
| Adenocaulon bicolor у виданні Britton, N.L., and A. Brown. 1913. Illustrated flora of the northern states and Canada. Vol. 3: 457. |

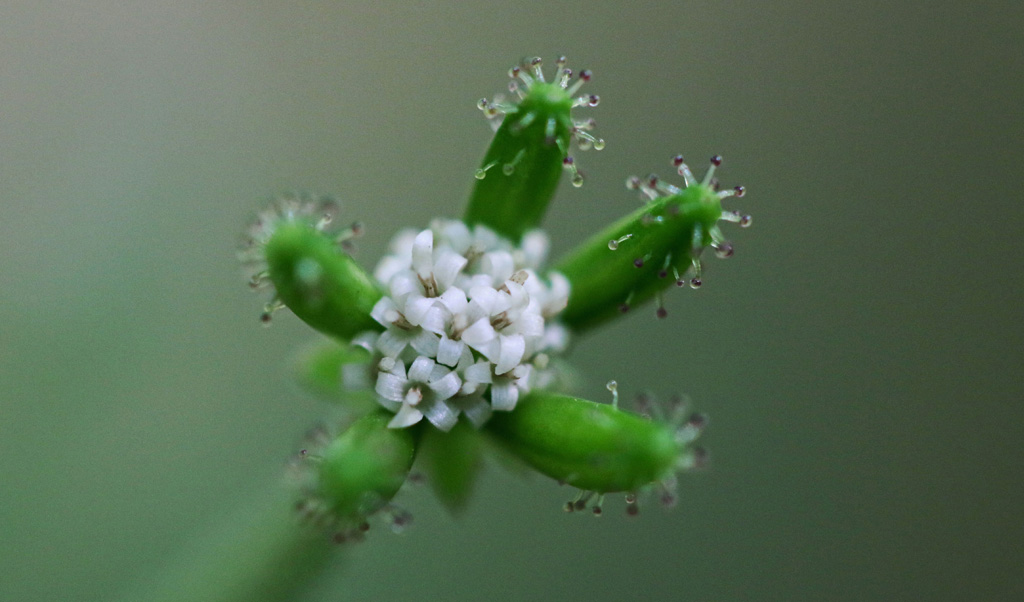
Суцвіття Adenocaulon bicolor

Надземні стебла зазвичай облистнені лише біля основи, відкрито розгалужені. Листків 5–6(–10), 1–2 мм. Черешки крилаті; лопаті 3–жилкові, 3–25 см. Периферійні суцвіття: віночки швидко опадають, 0,5–1,2 мм. Внутрішні суцвіття: віночки пізно опадають, 1–2,3 мм. Ципсели 5–9 мм. 2 n = 46.

## Поширення
Аденокаулон двоколірний — поширена лісова трава від південно-західної Канади (район Великих озер) до центральної Каліфорнії. Зростає в Мексиці у штаті Баха-Каліфорнія, у США — штати: Каліфорнія, Айдахо, Мічиган, Міннесота, Монтана, Орегон, Південна Дакота, Вашингтон, Вісконсин, Вайомінг та в Канаді — провінція Онтаріо. Повідомлення про вид з Міннесоти та Вісконсина неперевірені.

## Екологія
Цвіте з червня по жовтень. Зростає в лісах, як правило, в тіні, на висоті до 2000 метрів над рівнем моря.